# XFM
XFM was een regionaal radiostation voor de provincies Noord-Brabant en Limburg en voorheen ook Zeeland. XFM zond voor 1 juli 2009 voornamelijk dancemuziek uit. Sinds die datum is het imago veranderd door een bredere vorm van muziek uit te zenden, vooral R&B. Sinds 1 mei 2011 is het station gestopt met uitzenden en gingen de frequenties op de FM-band over naar Radio Hollandio.

## Geschiedenis
XFM is begonnen met haar uitzendingen op 8 juni 2001 om 14.00 uur via het kabelnet van UPC in Zuid-Oost Brabant. Al begonnen de uitzendingen ‘pas’ in het voorjaar van 2001, het radiostation was al daadwerkelijk opgericht in september 2000. Het was nog niet mogelijk om kabeluitzendingen te beginnen in 2000 door ruimtegebrek op het kabelnet van UPC.
- Voorjaar 2002: Ook in de rest van Noord-Brabant (met uitzondering van omgeving Breda) en Limburg is XFM te beluisteren via de kabel.
- 21 juni 2003: XFM zendt in delen van Noord-Brabant voor het eerst uit via FM.
- 27 februari 2006: Na overname van het Zeelandpakket van Radio 8FM is ook in heel Zeeland XFM op de kabel te beluisteren. Ook werd op die dag 2 etherfrequenties (regio Zeeland) in gebruik genomen.
- 3 juli 2006: XFM begint nu ook met uitzenden via de ether in de regio Bergen op Zoom.
- 24 november 2006: Etherfrequentie 94,1 MHz verkocht.
- Begin december 2008: Radio Hollandio neemt de frequenties van XFM Zeeland over.[2]
- Per 1 mei 2011 nam Radio Hollandio de Brabantse frequenties van XFM over. Eigenaar CRZN zag te weinig groeimogelijkheden voor XFM.[1]

## Regionaal
XFM zond vier afzonderlijke edities uit. Hierdoor was het mogelijk per regio programma's & commercials uit te zenden.
Edities
- XFM Noord-Oost Brabant
- XFM Zuid-Oost Brabant
- XFM Midden Brabant
- XFM Kabel

## Etherfrequenties
- Regio Tilburg 93,1 MHz
- Regio Eindhoven 90,3 MHz
- Regio Helmond 90,5 MHz
- Regio 's-Hertogenbosch 90,1 MHz
- Regio Bergen op Zoom 97,3 MHz

Op 24 november 2006 is de etherfrequentie 94,1 MHz (regio Vught, Boxtel, Schijndel) verhuurd aan Radio Mexico FM, hoewel de uitzendrechten van deze frequentie formeel eigendom bleven van XFM.

## Kabelfrequenties
- Provincie Limburg, Noord-Oost Brabant, Midden-Brabant en West-Brabant 96,1 MHz
- Zuid-Oost Brabant 87,9 MHz
- Regio Breda 100,3 MHz